# Salvelinus profundus
Salvelinus profundus е изчезнал вид лъчеперка от семейство Пъстървови (Salmonidae).

## Разпространение
Видът е бил разпространен в дълбоките води на Боденското езеро.